# Encargado de las monedas
El encargado de las monedas (en latín procurator monetae, plural procuratores monetarum) era el cargo que ocupaban las personas responsables del funcionamiento de las cecas durante parte del Imperio romano.
La primera persona conocida que lo ostentó fue Lucio Vibio Léntulo, quién desarrolló esta función durante el gobierno de Trajano aunque, se estima, que el puesto existía desde los días de Domiciano o, incluso de Calígula. Con el gobierno de Diocleciano se puso a un procurator monetae al frente de cada una de las catorce cecas existentes en el Imperio. Hasta las reformas administrativas de este último emperador, el cargo estaba subordinado al procurator a rationibus. Con la creación del puesto de comes sacrarum largitionum que se encargaba de las finanzas imperiales, los procuratores monetarum quedaron bajo sus órdenes.
Su trabajo consistía en dirigir las cecas. Del comes sacrarum largitionum recibía las órdenes sobre las monedas que tenía que acuñar y cuando debía hacerlo. Tras recibir la cantidad de metal necesario, hacía que el optio pusiese en marcha la producción mientras que el dispensator rationis monetae contabilizaba el metal usado y las monedas obtenidas a la vez que el aequator verificaba el tamaño y peso de las mismas.
El puesto lo ocuparon personas del orden ecuestre que accedían a él tras desempeñar puestos militares. Tras acabar su periodo de trabajo al frente de la ceca, normalmente continuaban su carrera dentro del aparato financiero gubernamental.
A finales del siglo IV la Notitia dignitatum indica que existían seis procuratores monetarum en el Imperio occidental: en Sisak, Aquilea, Roma, Lyon, Arlés y Tréveris, y siete en el oriental: en Tesalónica, Heraclea, Constantinopla, Nicomedia, Cyzicus, Antioquía y Alejandría.